# Вуоло, Тито
Тито Вуоло (англ. Tito Vuolo) (22 марта 1893 года — 14 сентября 1962 года) — американский актёр театра, кино и телевидения, наиболее известный по киноролям 1940-50-х годов.
Вуоло исполнял преимущественно небольшие характерные роли, часто играя американцев итальянского происхождения. Среди наиболее известных фильмов с его участием — «Поцелуй смерти» (1947), «Жена епископа» (1947), «Плач большого города» (1948), «Дом незнакомцев» (1949), «Источник» (1949), «Насаждающий закон» (1951) и «Убийство» (1956).

## Ранние годы и начало карьеры
Тито Вуоло родился 22 марта 1893 года в Граньяно, Кампанья, Италия. Он начал играть ещё ребёнком, а в 10 лет уже работал в местном цирке, где в промежутках между номерами исполнял комедийные куплеты. В 14-летнем возрасте Вуоло перебрался в Америку, где стал брать уроки пения, рассчитывая сделать оперную карьеру, но позднее поступил на работу в эстрадное шоу Keith Circuit. Несколько лет спустя, когда Вуоло женился, он организовал со своей женой самостоятельный номер — их стали называть «Вуоло и Нарсисо, самая дорогая итальянская пара в бизнесе». Вуоло дебютировал на театральной сцене в постановке на итальянском языке пьесы «Белая сестра». Позднее он сыграл ещё в нескольких спектаклях на итальянском языке, а также в нескольких постановках по пьесам итальянского драматурга Луиджи Пиранделло.

## Карьера на бродвейской сцене в 1938—1945 годах
В марте 1938 года Вуоло дебютировал на Бродвее в комедии «Паскуале так и не узнал», который был закрыт после трёх представлений. В интервью в 1941 году Вуоло говорил: «Это был ужасный провал. Отзывы были самыми худшими, которые я когда-либо видел». Однако, несмотря на столь неблагоприятное начало, Вуоло продолжил выступать в бродвейских постановках. Среди них драма «Мир, каким мы его делаем» по пьесе Сидни Кингсли в престижном театре Guild (1939-40, 80 представлений), мелодрама «Мистер и миссис Норт» (1941, 163 представления), комедия «Джонни на точке» (1942), комедия «Бери, когда идёт» (1944) и военная драма «Колокол для Адано» (1944-45, 296 представлений).

## Кинокарьера в 1941—1957 годах
Когда киностудия Metro-Goldwyn-Mayer купила экранные права на пьесу «Мистер и миссис Норт», Вуоло пригласили в Голливуд повторить в кино его бродвейскую роль, но вместо этого, по словам одного журналиста, «он оказался в павильоне на съёмках популярной криминальной комедии „Тень Тонкого человека“ (1941)», где появился (без упоминания в титрах) в роли официанта.

Экранная карьера Вуоло возобновилась лишь пять лет спустя, в 1946 году, когда он всё-таки сыграл в телеверсии детективной истории «Мистер и миссис Норт» (1946). За этой работой последовали небольшие роли в двух классических фильмах нуар «Паутина» Майкла Гордона и «Поцелуй смерти» (1947) Генри Хэтэуэя. В том же году Вуоло сыграл в драматической ленте «Траур к лицу Электре» (1947), которую поставил режиссёр Дадли Николс по пьесе Юджина О’Нила. Несмотря на то, что оба исполнителя главных ролей были номинированы на Оскар, фильм продолжительностью почти три часа пришлось существенно сократить для проката в кинотеатрах, и всё равно, по словам историка кино Брюса Эдера, он стал одним из самых крупных коммерческих провалов студии RKO. По мнению историка кино Карен Хэннсберри, «наиболее памятными работами Вуоло в кино стали роль итальянского отца молодой девушки, которая связалась с преступником, в фильме нуар „Плач большого города“ (1948), а также роль несчастного таксиста, который узнаёт киллера, за что его убивают, в фильме нуар „Насаждающий закон“ (1951)». Этот фильм, по мнению Эдера, «дал Вуоло одну из самых значимых его ролей, где он сыграл беспомощного таксиста, который стал свидетелем (вместе с маленькой девочкой) убийства, что запускает цепь событий, приводящих к десятку убийств и в конце концов к уничтоженную всей криминальной организации». Ещё одной важной ролью Вуоло стала роль связанного с гангстерами владельца гостиницы в фильме нуар «Агенты казначейства» (1948). 

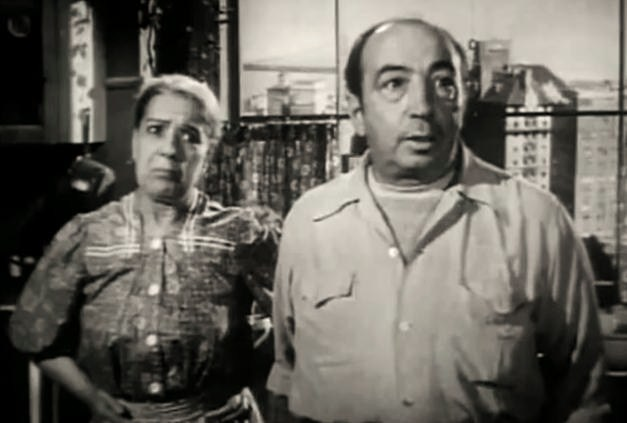
Тито Вуоло в фильме «Человек, который обманул себя» (1950)

Помимо этих картин Вуоло сыграл небольшие и эпизодические роли в таких фильмах нуар, как «Я бы не хотел оказаться в твоей шкуре» (1948), «Извините, ошиблись номером» (1948), «Дом незнакомцев» (1949), «Между полночью и рассветом» (1950), «Саутсайд 1-1000» (1950), «Человек, который обманул себя» (1950), «Бурный прилив» (1951), «Рэкет» (1951) и «Убийство» (1956).
Помимо нуаровых картин Вуоло, по словам Хэннсберри, сыграл в целой серии коммерческих хитов 1940-50-х годов, таких как «любимый фильм для отдыха и расслабления» «Жена епископа» (1947) с Лореттой Янг, приятная комедия «Мистер Блэндингс строит дом своей мечты» (1948) с Кэри Грантом и Мирной Лой, нуаровая мелодрама «Улица фламинго» (1949) с Джоан Кроуфорд в главной роли, комедия «Все делают это» (1949) с участием Пола Дугласа и Линды Дарнелл, а также биографический фильм «Великий Карузо» (1951), который рассказывал о жизни оперной звезды Энрико Карузо. Как отмечает Эдер, «Вуоло с его невысокой приземистой фигурой иногда использовался для комического эффекта», например, в драме Кинга Видора «Источник» (1949) по книге Айн Рэнд, когда он приходит по вызову к героине фильма (Патриция Нил) вместо высокого и стройного Говарда Роурка (Гэри Купер). А иногда «он буквально доминировал в кадре благодаря своему тонкому использованию акцента и возбуждённой манере поведения», как, например, в комедии «Мистер Блэндингс строит дом своей мечты» (1948), где его персонаж уходит в чрезвычайно смешное объяснение Кэри Гранту о том, почему он должен разрушить часть строительной площадки.
Последний раз Вуоло появился на киноэкране 1957 году в роли комиссара полиции в невыдающемся научно-фантастическом фильме «20 миллионов миль до Земли».

## Карьера на телевидении в 1949—1961 годах
С 1949 года Вуоло начал сниматься на телевидении, сыграв, в частности, в сериалах «Жизнь Райли» (1949), «Перекрёстки» (1956), «Тонкий человек» (1957), «Лэсси» (1957) и «Питер Ганн» (1958). Свою наиболее памятную роль на телевидении, по мнению Эдера, Вуоло сыграл в одном из эпизодов телесериала «Приключения Супермена» (1953), «в котором он был доброжелательным владельцем закусочной, утверждение которого, что Супермен является его личным другом, приводит к истории с похищением Лоис Лейн».

## Актёрское амплуа и анализ творчества
По словам Эдера, несмотря на то, что «очень немногие помнят имя Тито Вуоло», тем не менее этот «урождённый в Италии актёр доставил публике наслаждение своим присутствием более чем в 40 фильмах и десятках телешоу. Со своим густым акцентом, невысоким ростом и открытым лицом Вуоло в течение многих лет был олицетворением этнически узнаваемого, обычно добродушного итальянца. Он мог сыграть возбуждение или нервозность так, что захватывал всю сцену себе, или двигаться по сцене настолько мягко, что его едва было можно заметить».
Как отметила Хэннсберри, «за время своей 16-летней голливудской карьеры Вуоло предстал в целой серии этнических ролей, играя официантов, торговцев, парикмахеров и владельцев магазинов. Во многих своих фильмах, однако, ему удавалось подняться над стереотипным материалом, раскрывая в роли свой актёрский талант. Многие из своих наиболее памятных образов актёр создал в своих 12 фильмах нуар».

## Личная жизнь
Вуоло был женат на актрисе Грации «Грейс» Нарсисо.

## Смерть
Тито Вуоло умер 14 сентября 1962 года в Лос-Анджелесе от рака в возрасте 69 лет.

## Фильмография
| Год       |     | Русское название                        | Оригинальное название                | Роль                                                       |
| --------- | --- | --------------------------------------- | ------------------------------------ | ---------------------------------------------------------- |
| 1941      | ф   | Тень тонкого человека                   | Shadow of the Thin Man               | официант (в титрах не указан)                              |
| 1946      | тф  | Мистер и миссис Норт                    | Mr. and Mrs. North                   | Буоно                                                      |
| 1947      | ф   | Паутина                                 | The Web                              | Эмилио Канепа                                              |
| 1947      | ф   | Из ниоткуда                             | Out of the Blue                      | Марио, владелец (в титрах не указан)                       |
| 1947      | ф   | Поцелуй смерти                          | Kiss of Death                        | Луиджи (в титрах не указан)                                |
| 1947      | ф   | Траур к лицу Электре                    | Mourning Becomes Electra             | Джо Сильва                                                 |
| 1947      | ф   | Жена епископа                           | The Bishop's Wife                    | Маггенти                                                   |
| 1947      | ф   | Дэйзи Кенион                            | Daisy Kenyon                         | Дино (в титрах не указан)                                  |
| 1948      | ф   | Агенты казначейства                     | T-Men                                | Паскуале, хозяин гостиницы (в титрах не указан)            |
| 1948      | ф   | Дочь Б.Ф.                               | B.F.'s Daughter                      | Марио, официант в забегаловке(в титрах не указан)          |
| 1948      | ф   | Извините, ошиблись номером              | Sorry, Wrong Number                  | Альберт, официант (в титрах не указан)                     |
| 1948      | ф   | Везение ирландца                        | The Luck of the Irish                | итальянский торговец (в титрах не указан)                  |
| 1948      | ф   | Плач большого города                    | Cry of the City                      | Папа Рома (в титрах не указан)                             |
| 1948      | ф   | Когда моя крошка улыбается мне          | Mr When My Baby Smiles at Me         | владелец (в титрах не указан)                              |
| 1948      | ф   | Мистер Блэндингз строит дом своей мечты | Mr. Blandings Builds His Dream House | мистер Зукка                                               |
| 1948      | ф   | Я бы не хотел оказаться в твоей шкуре   | I Wouldn't Be in Your Shoes          | Кампана, зеленщик                                          |
| 1949      | ф   | Путь фламинго                           | Flamingo Road                        | Пит Ладас                                                  |
| 1949      | ф   | Дом незнакомцев                         | House of Strangers                   | Лукка                                                      |
| 1949      | ф   | Великий Гэтсби                          | The Great Gatsby                     | Мавромикаелис                                              |
| 1949—1950 | с   | Жизнь семейства Райли (2 эпизода)       | The Life of Riley                    | Тони                                                       |
| 1949      | ф   | Все занимаются этим                     | Everybody Does It                    | гримёр                                                     |
| 1949      | ф   | Красный Дунай                           | The Red Danube                       | итальянский расклейщик афиш (в титрах не указан)           |
| 1949      | ф   | Источник                                | The Fountainhead                     | Паскуале Орсини (в титрах не указан)                       |
| 1950      | ф   | Между полночью и рассветом              | Between Midnight and Dawn            | Романо                                                     |
| 1950      | ф   | Депортированные                         | Deported                             | клерк на почте                                             |
| 1950      | ф   | Человек, который обманул себя           | The Man Who Cheated Himself          | Пиетро Капа                                                |
| 1950      | ф   | Саутсайд 1-1000                         | Southside 1-1000                     | Бабо, держатель магазинчика (в титрах не указан)           |
| 1950      | ф   | Красавица                               | The Petty Girl                       | Фаустини, главный официант (в титрах не указан)            |
| 1951      | ф   | Насаждающий закон                       | The Enforcer                         | Тони Ветто                                                 |
| 1951      | ф   | Вперёд                                  | Up Front                             | Тарантино                                                  |
| 1951      | ф   | Герой субботы                           | Saturday's Hero                      | Мануэль                                                    |
| 1951      | ф   | Рэкет                                   | The Racket                           | Тони, парикмахер Ника                                      |
| 1951      | ф   | Бурный прилив                           | The Raging Tide                      | Барни Скриона                                              |
| 1951      | ф   | Великий Карузо                          | The Great Caruso                     | Пиетро Тоскано (в титрах не указан)                        |
| 1951      | ф   | Брачный сезон                           | The Mating Season                    | промышленник в венецианской гостинице (в титрах не указан) |
| 1951      | с   | Время голливудского театра              | Hollywood Theatre Time               |                                                            |
| 1951      | кор | Гость                                   | The Guest                            |                                                            |
| 1952      | ф   | Звёзды и полосы навсегда                | Stars and Stripes Forever            | Тони Ректор (в титрах не указан)                           |
| 1952      | ф   | Кто-то любит меня                       | Somebody Loves Me                    | Гарри, парикмахер (в титрах не указан)                     |
| 1953      | с   | Приключения Супермена                   | Adventures of Superman               | Тони                                                       |
| 1954—1955 | с   | Видеотеатр «Люкс» (2 эпизода)           | Lux Video Theatre                    | Зито/Чаккевеккиа                                           |
| 1955      | ф   | История Макконнелла                     | The McConnell Story                  | итальянский зеленщик (в титрах не указан)                  |
| 1955      | ф   | Всегда хорошая погода                   | It's Always Fair Weather             | Сильвио (в титрах не указан)                               |
| 1955      | с   | «Ридерс дайджест» на ТВ                 | TV Reader's Digest                   | мэр                                                        |
| 1955      | ф   | Гонщики                                 | The Racers                           | механик (в титрах не указан)                               |
| 1955      | ф   | Молодые сердцем                         | Young at Heart                       | итальянский муж (в титрах не указан)                       |
| 1955      | ф   | Пересечь шесть мостов                   | Six Bridges to Cross                 | Энджи                                                      |
| 1955      | ф   | Ад в заливе Фриско                      | Hell on Frisco Bay                   | Тони (в титрах не указан)                                  |
| 1955      | ф   | Призрак улицы Морг                      | Phantom of the Rue Morgue            | Пигнателли, жилец (в титрах не указан)                     |
| 1955      | ф   | Искренне Ваш                            | Sincerely Yours                      | владелец итальянского ресторана (в титрах не указан)       |
| 1955      | с   | Шоу Дональда О’Коннора                  | The Donald O'Connor Show             |                                                            |
| 1956      | ф   | Убийство                                | The Killing                          | Джо Пиано                                                  |
| 1956      | ф   | Больница скорой помощи                  | Emergency Hospital                   | Рамон Корден (в титрах не указан)                          |
| 1956      | с   | Буффало Билл-младший                    | Buffalo Bill, Jr.                    | Анджело                                                    |
| 1956      | с   | Перекрёстки                             | Crossroads                           | Луиджи Сальватори                                          |
| 1956      | с   | Театр кинорежиссёров                    | Screen Directors Playhouse           | валет                                                      |
| 1957      | ф   | Девушка-угонщица                        | Dragstrip Girl                       | Папа                                                       |
| 1957      | ф   | Это случилось в полночь                 | The Midnight Story                   | зеленщик                                                   |
| 1957      | ф   | История Хелен Морган                    | The Helen Morgan Story               | Тони (в титрах не указан)                                  |
| 1957      | ф   | 20 миллионов миль от Земли              | 20 Million Miles to Earth            | комиссар Унте                                              |
| 1957      | с   | Тонкий человек                          | The Thin Man                         | Папа Орлатти                                               |
| 1957      | с   | Лэсси                                   | Lassie                               | Тони Бонелли                                               |
| 1958      | с   | Театр 90                                | Playhouse 90                         | Ансельми                                                   |
| 1958      | с   | Опознание                               | The Lineup                           | мистер Бакерони                                            |
| 1958      | с   | Питер Ганн                              | Peter Gunn                           | Папа                                                       |
| 1959      | ф   | В джазе только девушки                  | Some Like It Hot                     | Моцарелла (в титрах не указан)                             |
| 1959      | ф   | Пять пенни                              | The Five Pennies                     | парикмахер (в титрах не указан)                            |
| 1959      | с   | Годы беззакония                         | The Lawless Years                    | Рафаэль Кардилло                                           |
| 1959      | с   | Шоу Дениса О’Кифа                       | The Dennis O'Keefe Show              | Витторио                                                   |
| 1960      | с   | Детективы                               | The Detectives                       | Коротышка                                                  |
| 1961      | с   | Ревущие двадцатые                       | The Roaring 20's                     | Матео                                                      |